# Josef Hamerník
Josef Hamerník (18. srpna 1810 Pacov – 22. května 1887 Praha) byl český lékař, profesor Karlo-Ferdinandovy univerzity v Praze a známá pražská osobnost 19. století.

## Život

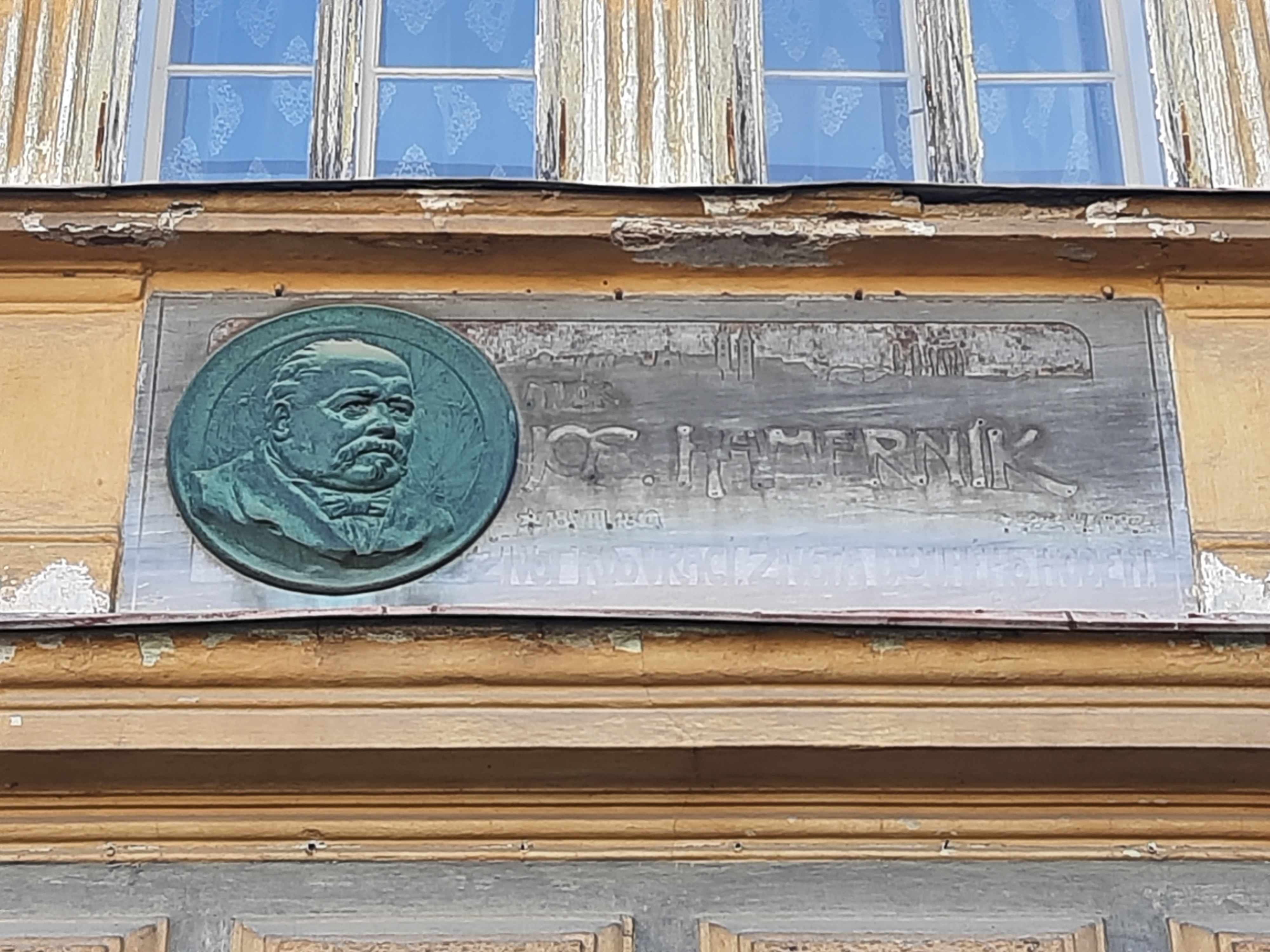
Pamětní deska Josefa Hamerníka na domě č. 170 náměstí Svobody v Pacově

Narodil se v jihočeském Pacově. Studoval na pražské lékařské fakultě a v roce 1836 získal titul doktora medicíny. Uvědomoval si ale nízkou úroveň školy, kterou absolvoval, a proto si vzdělání rozšířil roční stáží na fakultě ve Vídni, kterou tam založili čeští lékaři Josef Škoda a Karel Rokytanský. Roku 1837 se vrátil do Prahy, kde nastoupil do práce ve všeobecné nemocnici. Tam na sebe brzy upozornil rozsáhlými znalostmi. Získaly mu respekt části kolegů, ale také nesouhlas a odpor starších praktiků. Když ho opakovaně nepřijali na různá volná místa v rámci nemocnice, odešel a otevřel si soukromou ordinaci v Táboře (1838) a Českých Budějovicích (1839).
Prestiž vídeňské lékařské fakulty s postupem času stoupala, pražští lékaři si začali uvědomovat kvalitu jejích absolventů a osvícenější z nich se snažili zavést moderní poznatky i do Prahy. V roce 1841 vyzval dr. Škoda Hamerníka, aby se vrátil do všeobecné nemocnice jako sekundář. Nabídku přijal kvůli možnosti pokračovat ve vědecké práci, ačkoliv to pro něj znamenalo odchod z úspěšné a výnosné praxe na neplacené místo. Založil a vedl patologický kurs, dokud mu to úřady nezakázaly. V roce 1845 se stal vrchním lékařem oddělení a kliniky pro prsní nemoci, pak docentem a mimořádným profesorem nauky o auskultaci a perkusi. Usiloval o zvýšení úrovně pražské medicíny. I nadále měl řadu odpůrců, ale proti nim ho chránil rytíř dr. Ignác Florentin Nádherný. Roku 1849 byl jmenován řádným profesorem druhé kliniky vnitřních nemocí, ale tím spory neutichly. Mezi oběma klinikami panovala rivalita, profesoři první kliniky často při zkouškách diskriminovali studenty, kteří navštěvovali kurzy na druhé. Počátkem padesátých let se začaly šířit pověsti, že dr. Hamerník porušuje učení katolické církve. Když ho roku 1853 zvolili proděkanem, ministr Leopold Lev Thun-Hohenstein zasáhl a bez udání důvodu ho zbavil profesury. Po tomto neúspěchu se Hamerník vrátil z univerzity do soukromé praxe. Roku 1855 mu univerzita v St. Louis v USA nabídla místo profesora, to ale odmítl.
Účastnil se i politického života, už během revolučního roku 1848. Ve volbách roku 1848 byl zvolen na rakouský ústavodárný Říšský sněm. Zastupoval volební obvod Jindřichův Hradec v Čechách. Uvádí se jako doktor medicíny. Na mandát rezignoval v prosinci 1848. V seznamu poslanců k lednu 1849 již nefiguruje. Místo něj do parlamentu po lednových doplňovacích volbách usedl Jan Schütz.
Znovu se do vysoké politiky dostal po obnovení ústavního života počátkem 60. let. V zemských volbách v Čechách v roce 1861 byl zvolen v městské kurii (volební obvod Tábor, Kamenice, Pelhřimov) do Českého zemského sněmu jako oficiální kandidát českého volebního výboru (Národní strana – staročeská).
Působil v pražském městském zastupitelstvu. V roce 1867 podnikl s dalšími českými politiky slovanskou pouť do Ruska.
Hamerník byl svéráznou postavou. O jeho drsném, neuhlazeném chování a životním stylu kolovaly anekdoty. Měl jen málo přátel. Rozsáhlé lékařské znalosti a pověst dobrého diagnostika mu ale zajistily širokou popularitu. Aktivně se zapojil do vlasteneckého politického života. V pražských lékařských kruzích vyvolal revoluci svými moderními názory, přinesenými z Vídně od Rokytanského a Škody. Byl přesvědčen o správnosti svých postojů a prosazoval je i proti odporu ostatních. V některých věcech se ale mýlil – například ostře odmítl očkování proti neštovicím, které pokládal za neúčinné a škodlivé; argumenty shromáždil do odpovědi na dotaz britského parlamentu v roce 1856.

## Dílo
Hamerník napsal řadu vědeckých článků a několik samostatných publikací, vesměs v němčině. Patří k nim:
- Die Cholera epidemica (1850)
- Das Herz und seine Bewegung (1858)
- O nakažlivých a epidemických nemocech (1866)
- Očkování kravskými neštovicemi (1866)
- Contagium, Epidemie und Vaccination (1867)

V časopise Prager medicinische Vierteljahrschrift uveřejnil například Zur Pathologie und Diagnose der Tuberculose nebo Zur Pathologie und Diagnose der Typhus. Studii Ueber den Mechanismus, nach welchem die venosen und arteriosen Klappen des Herzens geschlossen werden, und nach welchem die Tone der Herzgegend entstehen z téhož časopisu citoval American Journal of the Medical Sciences v roce 1849. Další články vyšly například v časopise Zeitschrift der Gesellschaft der Aerzte in Wien.